# 회전 자계
회전 자계는 극 중심점 반대편 또는 축을 중심으로 회전하는 극성을 이동하는 자계이다. 이상적으로 회전이 일정한 각속도로 방향을 변경한다. 이것은 교류전동기의 동작에서 중요한 원칙이다. 회전 자계가 종종 유도전동기 및 발전기와 같은 전기 응용에 이용된다. 그러나, 이들은 또한 유도 조정기로서 순수 전기 분야에서 사용된다.

## 기술
대칭 회전 자기장이 90도 위상으로 구동되는 두번의 극성과 함께 감긴 코일로 제조될수 있다. 3개의 코일은 다른 위상이 120도를 중심으로 각각의 세트가 구동된다. 회전자는 일정한 자기장이 있다. 이 자기 기계 매력은 동기 방식으로 회전하는 자기장을 따라 회전자를 구동하는 힘을 생성한다.

## 같이 보기
- 다이너모 이론
- 할바흐 배열
- 직선형 전동기
- 교반기
- 농형 3상 유도전동기
- 동기전동기
- 전류 전쟁